# 명성교회도서관
명성교회도서관(明聲敎會圖書館)은 서울특별시 강동구 상암로51길 8 (명일동)에 위치한 사립 도서관이다. 대한예수교장로회(통합) 소속의 명성교회에서 건립하였으며, 1996년 11월 개관하였다. 최초 건립시에는 교회 성도 전용 시설이었으나 현재는 공공시설로 전면 개방하였다.
- 휴관일은 매주 월요일과 일요일을 제외한 법정공휴일, 그리고 도서관이 정하는 임시 휴관일이다.
- 명성교회와 인접해 있다.

## 대출가능한 자료의 종류와 수, 기간
- 도서자료 2주일 5권(연체시 1인 1책당 50원의 과태료 부과)
- 비도서자료 : 대출불가(관내열람)
- 대출 연기는 1회 가능

## 개방 시간
월요일 : 휴관
★ 1층(전자정보실), 2층(어린이열람실), 3층(기독교열람실), 4층(일반열람실)
화, 목, 금, 토 : 10:00 ~ 18:00
수 : 10:00 ~ 17:30
주일 : 09:00 ~ 17:30
★ 지하1층(자유열람실-독서실)
화, 목, 금 : 10:00 ~ 18:00
토 : 10:00 ~ 18:00
수, 주일 : 1~4층과 같음
(2011년 12월 25일, 도서관 담당자가 수정하였다.)

### 참고 사항
- 명성교회도서관은 타 도서관과는 달리 종합자료실이 없으며, 그 역할을 일반열람실이 대신한다.
  - 자유열람실은 타 도서관에서의 일반열람실을 뜻한다.
- 디지털자료실은 중학생 이상 1회 2시간 이용할 수 있다.
  - 프린터 사용 가능

## 참조
1. ↑  명성교회도서관